# Ljudmila Aleksandrovna Volkenštejn
Ljudmila Aleksandrovna Volkenštejn, nata Aleksandrova, in russo Людмила Александровна Волкенштейн Александрова)? (Kiev, 30 settembre 1855 – Vladivostok, 23 gennaio 1906), è stata una rivoluzionaria russa, appartenente all'organizzazione Zemlja i Volja e poi a Narodnaja Volja.

## Biografia
(V. Figner, Los reclusos de Schlusselburgo, 1931, p. 52.)
Nacque a Kiev nella ricca e nobile famiglia di Aleksandr Aleksandrov e di Evdokija Kryžanovskaja. Il padre, proprietario terriero e agrimensore, era un funzionario statale: secondo la figlia, era una persona brutale e dispotica, che in qualche occasione arrivò anche a picchiarla. Fu invece molto legata alla madre, che le permise di costruirsi una vita indipendente, diversamente dal padre, che avrebbe voluto che ella passasse la sua vita in casa, prendendosi cura dei genitori. Ebbe una sorella più giovane, che s'impiegò nell'Istituto di Batteriologia di Kiev, e due fratelli che seguirono la carriera militare.
Studiò nel ginnasio femminile di Kiev, e non si diplomò, rifiutando di sostenere gli esami finali per protesta contro i metodi didattici ed educativi della scuola. Il suo carattere franco e generoso si mostrò anche quando in classe gridò la sua indignazione contro un insegnante che si era permesso di burlarsi del difetto fisico di una sua compagna.
Non aveva idee politiche quando, nel 1876, sposò il giovane medico Aleksandr Volkenštejn, dal quale ebbe un figlio, Sergej, e che seguì a Gogolev, nella provincia di Kiev, dove il marito aveva trovato lavoro. Aleksandr Volkenštein era legato a un gruppo politico di čajkovcy e fu arrestato nel 1877. Detenuto a Pietroburgo, dove la moglie lo seguì con il figlio, fu tra gli imputati del «processo dei 193» e venne assolto. Tornarono a Kiev, dove Ljudmila si diplomò infermiera nel 1878.
In quell'anno s'impegnarono a fondo nel movimento rivoluzionario Zemlja i Volja. Con Gol'denberg, Kobyljanskij e Zubkovskij organizzarono l'omicidio del governatore di Char'kov, il principe Kropotkin, responsabile del brutale trattamento dei detenuti e di un massacro avvenuto durante gli scioperi degli studenti di Char'kov. A questo scopo i Volkenštejn e Zubkovskij affittarono a Char'kov un appartamento come base degli attentatori, e vi vissero sotto falso nome.
Il 21 febbraio 1879 Gol'denberg, assistito da Kobyljanskij, sparò a Kropotkin mentre questi, reduce da un ballo, stava tornando a casa in carrozza. Gravemente ferito, Kropotkin morì cinque giorni dopo. I Volkenštejn e Zubkovskij tornarono a Kiev, dove quest'ultimo fu arrestato nell'estate del 1879. A quel punto, Ljudmila Volkenštejn passò a Poltava e, ottenuto il passaporto, in novembre lasciò la Russia, separandosi dal marito.
Visse in Svizzera, in Francia, in Italia, in Turchia, in Bulgaria e in Romania, da dove, con un passaporto falso intestato ad Anna Achmatova, rientrò nell'agosto del 1883 in Russia, stabilendosi a Pietroburgo, dove fu arrestata il 31 ottobre e detenuta nella fortezza di Pietro e Paolo. Nel «processo dei 14» - nel quale era imputata anche Vera Figner - rifiutò l'avvocato difensore e non riconobbe la legittimità del tribunale. Condannata a morte il 10 ottobre, rifiutò di presentare domanda di grazia, ma la pena le fu comunque mutata in venti anni di reclusione da scontare nella fortezza di Šlissel'burg.
In occasione dell'incoronazione di Nicola II, Ljudmila Volkenštejn beneficiò di una riduzione di pena con l'obbligo però di risiedere nell'isola di Sachalin, nell'estrema Siberia. Nel marzo del 1897 fu trasferita nel carcere di Odessa, dove scrisse le sue memorie e rivide l'ex-marito il quale si era risposato ma decise di lasciare la seconda moglie per seguire Ljudmila. Il 14 novembre giunsero a Sachalin, dove lavorarono nel locale ospedale. Nell'estate del 1902 si stabilirono a Vladivostok, città coinvolta nel 1904 nella guerra russo-giapponese. Ljudmila Volkenštejn vi organizzò corsi di infermiere e svolse propaganda rivoluzionaria tra i soldati. Durante una manifestazione popolare contro la guerra e il governo, nella quale si chiedeva la liberazione dei prigionieri politici, il 23 gennaio 1906 la truppa sparò contro i manifestanti e Ljudmila fu tra le vittime.
Anche suo figlio Sergej Aleksandrovič (1877-1914) fu un rivoluzionario. Studente di scienze a Pietroburgo, fu espulso dall'Università nel 1899 e sottoposto a sorveglianza. Nel 1901 incontrò i genitori a Sachalin, poi fu a Parigi. A Kiev aderì al POSDR e collaborò ai periodici menscevichi «Načalo», «Кur'er» e «Narodnaja Duma». Morì a Poltava nel marzo del 1914. Il figlio di questi, Sergej Sergeevič Volkenštejn (1900-1977), fu un bolscevico che combatté volontario nell'Armata Rossa durante la guerra civile e seguì la carriera militare. Combatté durante la Seconda guerra mondiale col grado di generale di artiglieria, e fu insignito dell'Ordine di Lenin e del titolo di eroe dell'Unione Sovietica.

## Scritti
- Ricordi dalla prigione, Leningrado, Gosizdat, 1924